# Ny Hagested Station
Ny Hagested Station er en jernbanestation i Ny Hagested.
Stationen er den eneste på Odsherredsbanen, der fortsat kun har timedrift.
Ny Hagested
| Foregående station            |  | Lokaltog                                 |  | Efterfølgende station |
| ----------------------------- |  | ---------------------------------------- |  | --------------------- |
| Gislingemod Nykøbing Sjælland |  | Lokaltog 510R Nykøbing Sjælland - Holbæk |  | Stenhusmod Holbæk     |

|  | Denne artikel om stationen Ny Hagested Station kan blive bedre, hvis der indsættes et (bedre) billede. Du kan hjælpe ved at afsøge Wikimedia Commons for et passende billede eller uploade et godt billede til Wikimedia Commons iht. de tilladte licenser og indsætte det i artiklen. |

55°43′43.5″N 11°35′40″Ø / 55.728750°N 11.59444°Ø